# Maiali al galoppo
Maiali al galoppo (nome originale tedesco Schweinsgalopp) è un gioco da tavolo per bambini progettato da Heinz Meister e pubblicato originariamente nel 1992 dalla casa editrice Ravensburger; il gioco è stato ripubblicato nel 2000 dalla Abacus Spiele e in Italia dalla Red Glove.
Nello stesso anno ha vinto sia il Sonderpreis Kinderspiel, il premio speciale per i giochi dei bambini nell'ambito del prestigioso Spiel des Jahres che il premio Deutscher Kinderspiele Preis.

## Ambientazione
È una corsa di maiali in cui ciascun giocatore deve giocare nel miglior modo possibile le sue carte-corsa per cercare di conquistare il maggior numero di gettoni-cibo.

## Regole e materiali

### Materiali
- 5 pedine di plastica raffiguranti maialini di diversi colori;
- 35 gettoni-cibo;
- 27 tessere di cartone raffiguranti tratti di pista, per formare il percorso;
- 40 carte-corsa, 8 carte per ciascuno dei 5 colori.

### Regole del gioco
Inizialmente si dispongono le tessere pista, in qualsiasi ordine, in modo da formare un cerchio; poi si piazzano tutti i gettoni-cibo al centro della pista.
Si piazzano i 5 maialini corridori in qualunque ordine su 5 tessere pista adiacenti, ciascun maiale su una tessera, a partire dalla tessera raffigurante la bandierina di partenza.
Ciascun giocatore riceve, coperte, 7 carte corsa; le carte rimanenti vengono tolte dal gioco.
I giocatori non hanno un maiale del proprio colore, ma tutti i maiali sono mossi da tutti i giocatori.
Nel proprio turno di gioco, a turno, ciascuno gioca una delle proprie carte per far avanzare il maialino del colore corrispondente alla carta giocata: il maialino si sposta sulla prima tessera libera che ha davanti a sé: se le tessere sono occupate da altri maiali, vengono semplicemente saltate e il maiale viene posto sulla prima tessera libera, in testa a tutti.
Se il maialino appena spostato, alla fine del movimento si trova in testa alla corsa il giocatore guadagna un gettone cibo, altrimenti, se viene spostato un maialino che non termina il movimento in testa alla corsa, il giocatore non ottiene nulla; il giocatore ottiene un gettone cibo anche se il maialino spostato si trovava già in testa alla corsa prima del movimento. 
L'ultima carta corsa di ciascun giocatore è la più importante: se il maialino spostato con questa non termina il suo movimento in testa alla corsa, il giocatore perde tutti i gettoni cibo, mentre se il maialino spostato termina il suo movimento in testa alla corsa, riceve un gettone cibo ed inoltre conserva tutti quelli conquistati durante la gara.
La partita termina quando tutti i giocatori hanno giocato le loro 7 carte: il giocatore con il maggior numero di gettoni cibo è il vincitore.

## Premi e riconoscimenti
Il gioco ha vinto i seguenti premi:
- 1992 - Sonderpreis Kinderspiel (Gioco per bambini dell'anno)[1];
- 1992 - Deutscher Kinderspiele Preis;